# Ruta Nacional 226 (Argentina)
La Ruta Nacional 226 es una carretera argentina pavimentada de 623 km de largo, que corre del sudeste al noroeste de la Provincia de Buenos Aires, desde Mar del Plata hasta General Villegas. En gran parte de su trayecto bordea las Sierras de Tandilia, en toda la extensión de la cadena.

## Recorrido
Parte de la ciudad de Mar del Plata, como prolongación natural de la avenida Pedro Luro. Arranca como una autovía, pasando por Laguna de los Padres y por Sierra de los Padres. En febrero de 2007 se inauguró la autovía hasta El Dorado, unos km antes de la Laguna La Brava, donde se encuentra la primera cabina de peaje. Ya en el Partido de Balcarce pasa entre dos cerros, en la denominada Puerta del Abra, lugar de paisaje hermoso y tranquilizador. Pasa luego a 4 kilómetros del centro de la ciudad de Balcarce. El tramo Mar del Plata - Balcarce recorre uno de los paisajes más pintorescos de la Provincia de Buenos Aires.
Luego la Ruta 226 continúa su rumbo noroeste, pasando por la ciudad de Tandil, donde también bordea serranías.
Al llegar a la rotonda en la intersección con la Ruta Nacional 3 en la ciudad de Azul, se transforma en autovía nuevamente en un recorrido de 33 km construido entre 1998 y 1999, hasta el empalme con la Ruta Provincial 51 en Olavarría.
Abandonando las zonas serranas sigue en rumbo noroeste pasando por las ciudades de Bolívar, Pehuajó, Carlos Tejedor, llegando a la intersección de la Ruta Nacional 33 y la RN 188, en cercanías de General Villegas, donde finaliza después de recorrer 623 km por la pampa bonaerense.

## Ciudades
Las ciudades de más de 5.000 habitantes por las que pasa este ruta de sudeste a noroeste son:

### Provincia de Buenos Aires

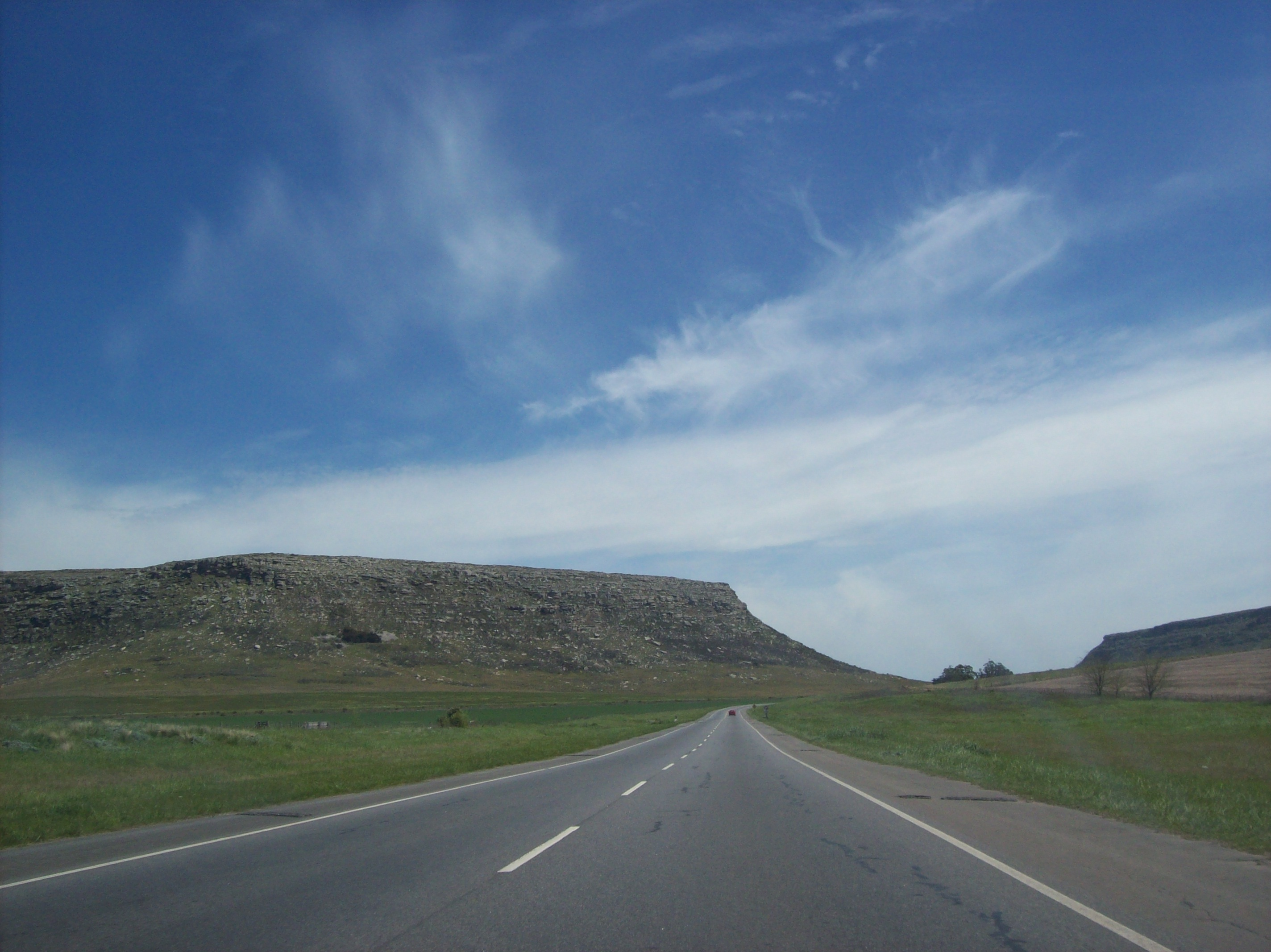
Ruta Nacional 226 en Puerta del Abra, partido de Balcarce.

Recorrido: 623 km (kilómetro 0 a 623).
- Partido de General Pueyrredón: Mar del Plata (kilómetro 0-5).

- Partido de Balcarce: Acceso a Balcarce (km 64) por Ruta Provincial 55.

- Partido de Tandil: Acceso a Tandil (km 164).

- Partido de Azul: Acceso a Azul (km 255) por Ruta Nacional 3.

- Partido de Olavarría: Olavarría (km 297).

- Partido de Bolívar: San Carlos de Bolívar (km 397-404).

- Partido de Hipólito Yrigoyen: ninguna localidad de más de 5000 hab.

- Partido de Pehuajó: Pehuajó (km 487).

- Partido de Carlos Tejedor: Ninguna localidad de más de 5000 hab., pero pasa por la cabecera Carlos Tejedor (km 557).

- Partido de General Villegas: General Villegas (km 623).

## Intersecciones y puentes
A continuación, se muestra un mapa esquemático de los cruces con otras rutas provinciales, nacionales y ferrocarriles.
|  | RM |

| RMq | MWNODE | RMq |

|  | RM |

|  | MWNODEr | exSTRq |

| WASSERq | RMoW2 | WASSERq |

|  | RMTEEaq | exSTRq |

|  | MWNODEr | exSTRq |

|  | MWNODEr | exSTRq |

| WASSERq | RMoW2 | WASSERq |

| WASSERq | RMoW2 | WASSERq |

| WASSERq | RMoW2 | WASSERq |

| WASSERq | RMoW2 | WASSERq |

|  | GRENZE |

| WASSERq | RMoW2 | WASSERq |

| WASSERq | RMoW2 | WASSERq |

|  | MWNODEr | exSTRq |

|  | RM |

| WASSERq | RMoW2 | WASSERq |

|  | RM |

| WORKS | RM |  |

| STRq | MWNODE | STRq |

| exlDAMPF |  | SKRZ-GBUE |  |  |

| WASSERq | hKRZWae | WASSERq |

|  | STR |

| WASSERq | hKRZWae | WASSERq |

|  | STR |

| STRq | RMItu1eq |  |

| WASSERq | hKRZWae | WASSERq |

| WASSERq | hKRZWae | WASSERq |

| WASSERq | hKRZWae | WASSERq |

|  | STR |

|  | ABZgl+l | STRq |

| exlDAMPF |  | SKRZ-GBUE |  |  |

| WASSERq | hKRZWae | WASSERq |

|  | STR |

| WASSERq | hKRZWae | WASSERq |

| WASSERq | hKRZWae | WASSERq |

|  | STR |

|  | GRENZE |

| STRq | MWNODE | STRq |

| WASSERq | hKRZWae | WASSERq |

|  | STR |

| exSTRq | MWNODE | exSTRq |

| exSTRq | MWNODE | exSTRq |

| exSTRq | MWNODE | exSTRq |

| exlDAMPF |  | SKRZ-Go |  |  |

| WASSERq | hKRZWae | WASSERq |

| exlDAMPF |  | SKRZ-Go |  |  |

| STRq | MWNODE | STRq |

| exSTRq | KRZr+r | exSTRq |

|  | STR |

| exlDAMPF |  | SKRZ-Go |  |  |

|  | STR |

|  | ABZgl+l | exSTRq |

|  | STR |

| WASSERq | hKRZWae | WASSERq |

|  | STR |

| WASSERq | hKRZWae | WASSERq |

|  | STR |

| WASSERq | hKRZWae | WASSERq |

|  | exBUE |

|  | STR |

| WASSERq | hKRZWae | WASSERq |

|  | STR |

| WASSERq | hKRZWae | WASSERq |

|  | exBUE |

|  | STR |

|  | ABZgl+l | STRq |

|  | STR |

| STRq | MWNODE | STRq |

| WASSERq | RMoW2 | WASSERq |

|  | RM |

| STRq | MWNODEl |  |

|  | RM |

| WASSERq | RMoW2 | WASSERq |

|  | GRENZE |

| lDAMPF |  | SKRZ-Go |  |  |

|  | STR |

|  | ABZgl+l | exSTRq |

|  | MWNODEr | STRq |

| WASSERq | RMoW2 | WASSERq |

| WORKS | MWNODE | exSTRq |

| exSTRq | MWNODE | exSTRq |

| lDAMPF |  | SKRZ-Go |  |  |

| STRq | RMIaboe | STRq |

| exSTRq | MWNODE | exSTRq |

| WASSERq | hKRZWae | WASSERq |

|  | STR |

|  |  | SKRZ-Go |

| WASSERq | hKRZWae | WASSERq |

|  | STR |

| WASSERq | hKRZWae | WASSERq |

|  | STR |

|  | TEEaq | exSTRq |

|  | STR |

| exlDAMPF |  | SKRZ-Go |  |  |

| exSTRq | MWNODEl |  |

| STRq | MWNODE | STRq |

|  | STR |

| exSTRq | TEEeq |  |

|  | STR |

|  | exBUE |

| exSTRq | KRZ | exSTRq |

|  | STR |

|  | ABZgl+l | STRq |

|  | STR |

| RMq | RMIdo | RMq |

| exlDAMPF |  | SKRZ-GBUE |  |  |

| exSTRq | TEEeq |  |

|  | STR |

| WASSERq | hKRZWae | WASSERq |

|  | exBUE |

|  | STR |

|  | exBUE |

|  | TEEaq | exSTRq |

| exlDAMPF |  | SKRZ-GBUE |  |  |

|  | STR |

| exSTRq | KRZ | exSTRq |

| STRq | MWNODEl |  |

| exlDAMPF |  | SKRZ-GBUE |  |  |

|  | TEEaq | STRq |

|  | STR |

|  | exBUE |

|  | TEEaq | exSTRq |

|  | STR |

| STRq | ABZqlr | STRq |

## Historia

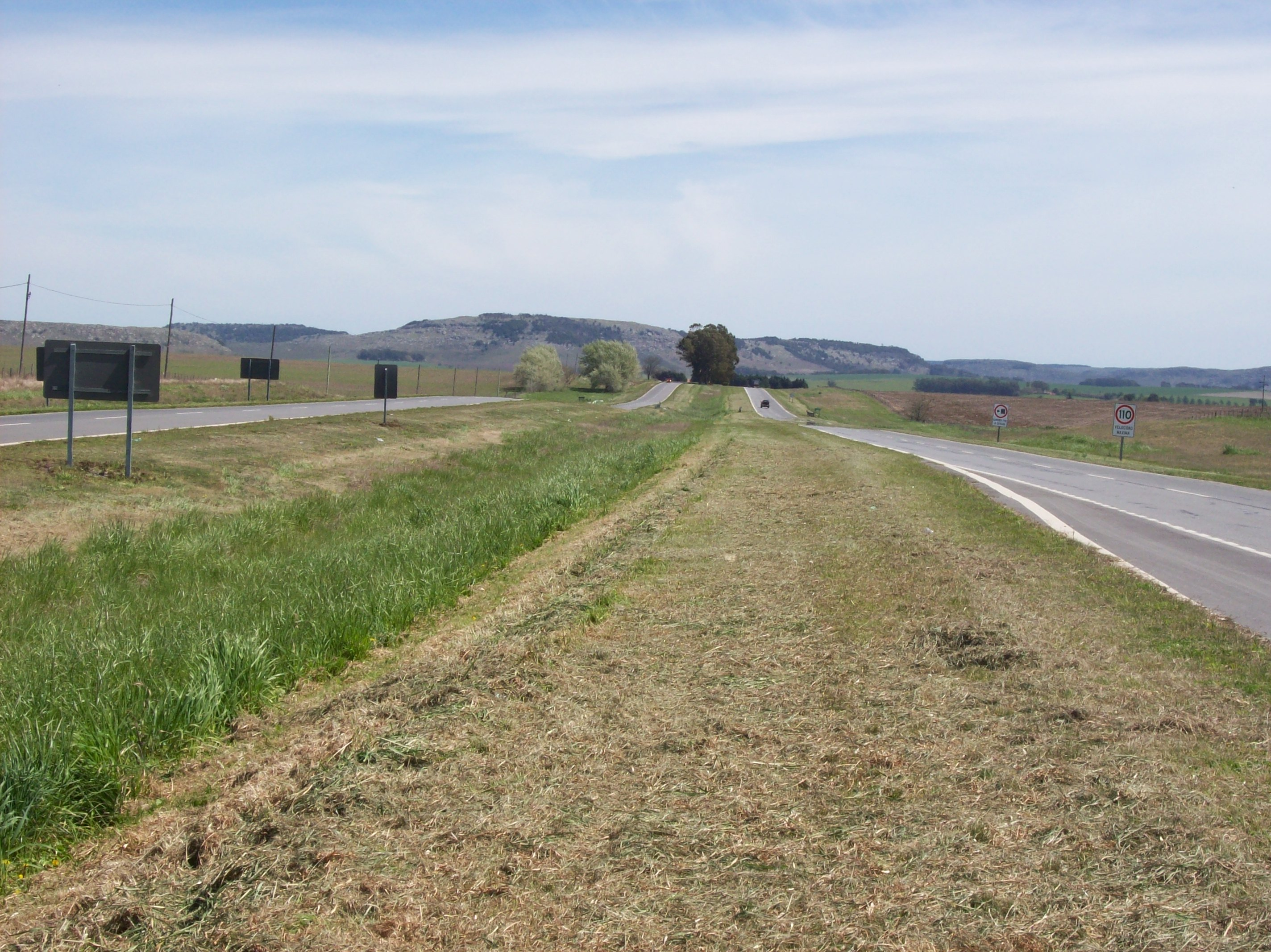
Ruta Nacional 226 a 2,8 km al este de la estación de peaje El Dorado, yendo hacia el oeste.

El 3 de septiembre de 1935 la Dirección Nacional de Vialidad difundió su primer esquema de numeración de rutas nacionales. Al camino entre Mar del Plata y Pehuajó le correspondió la designación Ruta Nacional 226.
El 2 de septiembre de 1957 la Dirección Nacional de Vialidad y su par de la Provincia de Buenos Aires firmaron un convenio por el que esta última repartición pública se comprometía a pavimentar mediante licitación el tramo entre Hinojo y Bolívar y luego liberar la traza y colocar alambrados entre Bolívar y Pehuajó. La pavimentación se realizó en cuatro secciones. La obra en la última sección finalizó en 1965.
El 28 de mayo de 1961 se inauguró el tramo pavimentado de 78,6 km entre Azul y Tandil. El ancho de la calzada era de 6,70 m.
El 10 de marzo de 1972 la Dirección Provincial de Vialidad le cedió a la Dirección Nacional de Vialidad el tramo de la Ruta Provincial 86 entre General Villegas y Pehuajó. Este convenio fue refrendado por el Decreto-Ley provincial 8041/1973. Dicho tramo fue incorporado a la Ruta Nacional 226.

## Gestión
En 1990 se concesionaron con cobro de peaje las rutas más transitadas del país, dividiéndose éstas en Corredores Viales.
De esta manera el tramo de 404 km de esta ruta desde la Ruta Provincial 2 en Mar del Plata hasta la Ruta Provincial 65 en Bolívar corresponde al Corredor Vial número 16 siendo la empresa ganadora de la licitación Camino del Abra.
La financiación para el mantenimiento de esta carretera se obtiene del peaje y para ello hay tres cabinas ubicadas en El Dorado (km 32), La Vasconia (km 153) e Hinojo (km 276). A partir de los decretos nacionales 976/01 y 652/02, se suma un fondo fiduciario.
En 2003 con la renegociación de los contratos de concesión, estos 404 km pasaron al Corredor Vial número 1, siendo la nueva empresa concesionaria Rutas Al Sur.
El resto del recorrido, al noroeste de Bolívar, se mantiene bajo la modalidad de contratos de recuperación y mantenimiento, dividiéndose en dos mallas: la denominada 201A de 113 km de longitud y la 201B de 105 km de longitud.